# Søften
Søften is een plaats in de Deense regio Midden-Jutland, gemeente Favrskov, en telt 2185 inwoners (2007).

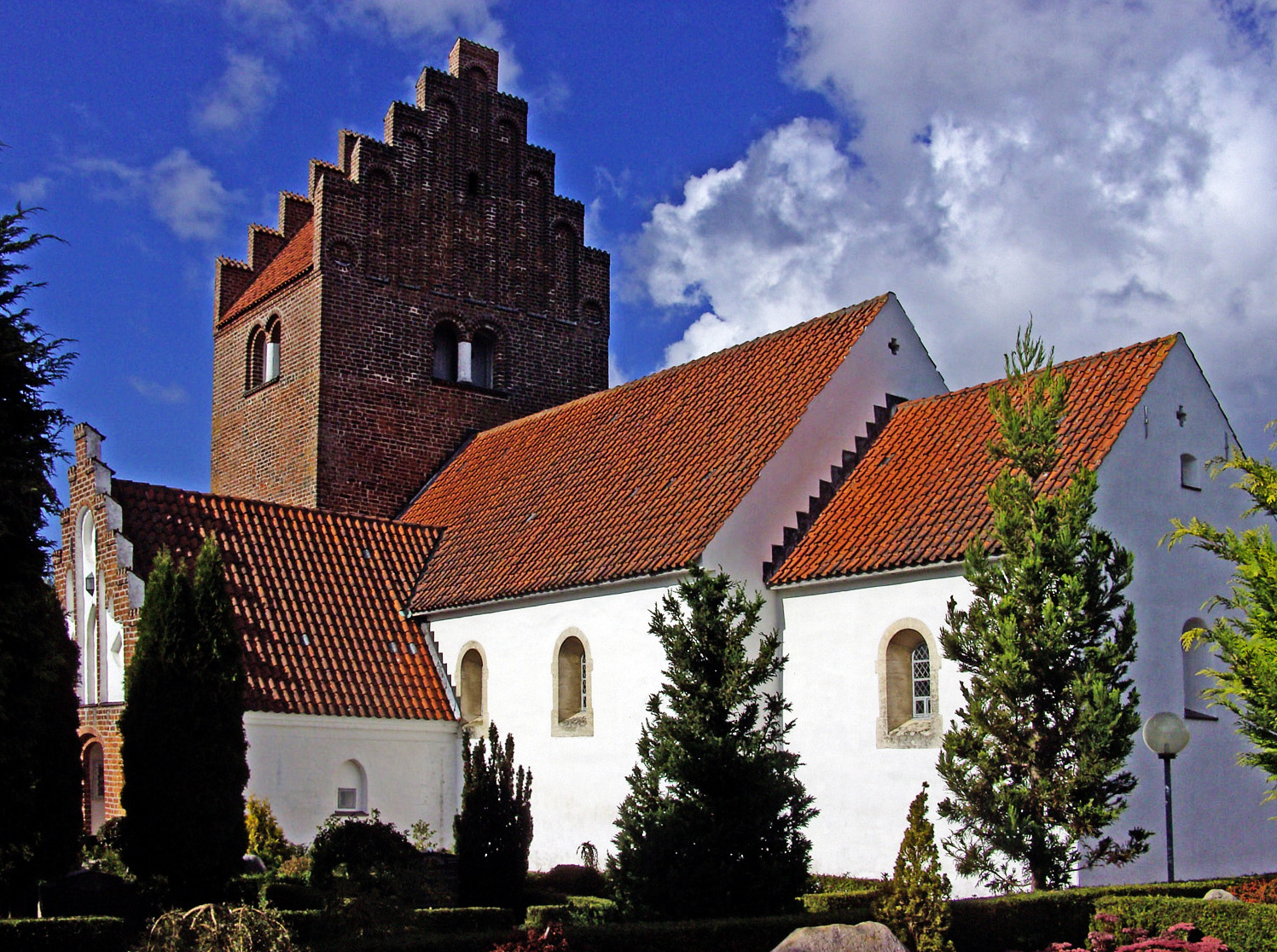
Kerk van Søften

- Virtual International Authority File: 3036155044910772520008